# Seinehaven
De Seinehaven is een haven in het oosten van het Europoort-gebied in Rotterdam aan het Hartelkanaal. De haven is aangelegd in 1969. Hier zijn onder meer Districenter Botlek, de Botlekfabriek van Lyondell Chemical Company en de Holland Terminals van PSA-HNN gevestigd.